# Trichaeta hosei
Trichaeta hosei är en fjärilsart som beskrevs av Rothschild 1910. Trichaeta hosei ingår i släktet Trichaeta och familjen björnspinnare. Inga underarter finns listade i Catalogue of Life.